# ديفيد كاتلن
ديفيد كاتلن (بالإنجليزية: David Catlin)‏ هو رياضياتي أمريكي، ولد في 12 مايو 1952.